# Chlum (Benešovi járás)
Chlum település Csehországban, a Benešovi járásban. Chlum Rataje, Javorník, Trhový Štěpánov és Zdislavice településekkel határos. Lakosainak száma 125 fő (2024. január 1.).

## Népesség
A település lakosságának változását az alábbi diagram mutatja:
| Lakosok száma | 246  | 249  | 239  | 184  | 167  | 141  | 135  | 132  | 124  | 125  |
|               | 1869 | 1890 | 1921 | 1950 | 1980 | 2001 | 2017 | 2019 | 2022 | 2024 |